# Klein-Netterden
Klein-Netterden is een stadsdeel en buurtschap van de Duitse stad Emmerik, gelegen in de deelstaat Noordrijn-Westfalen. Het stadsdeel telt 824 inwoners. Klein-Netterden ligt in het noordoostelijk deel van de gemeente Emmerik, juist tegen de landsgrens met Nederland, vlak bij Netterden in de gemeente Oude IJsselstreek. Klein-Netterden ligt westelijk van het natuurgebied Hetter-Millinger Bruch, een vlak poldergebied met oude Rijnstrangen.

## Geschiedenis
Tot de Congres van Wenen was Klein-Netterden Nederlands grondgebied. In 1816 kreeg Pruisen deze buurtschap.
Oorspronkelijk vormde Klein-Netterden één parochie met het Nederlandse Netterden. Hierdoor gingen de bewoners nog lang naar de in Netterden gelegen R.K. Walburgiskerk. Volgens het zogenaamde 'grenstractaat' werd Klein-Netterden later ingedeeld bij de St. Aldegundisparochie in Emmerik. Bij Pauselijke Bul "De Salute Animarum" van 16 juli 1821 werd Emmerik uit de Hollandse Zending genomen en ingevoegd in het Diocees Münster. 
De Kapellenberger Weg herinnert door zijn naam aan de kapel die er vroeger op een kleine heuvel heeft gestaan. In het landschap is nog steeds een verhoging te zien. Rondom de voormalige kapel is het terrein afgegraven bij de aanleg van de autosnelweg E35, de A3, waarvoor ook de afgegraven grond werd gebruikt.

## Afbeeldingen

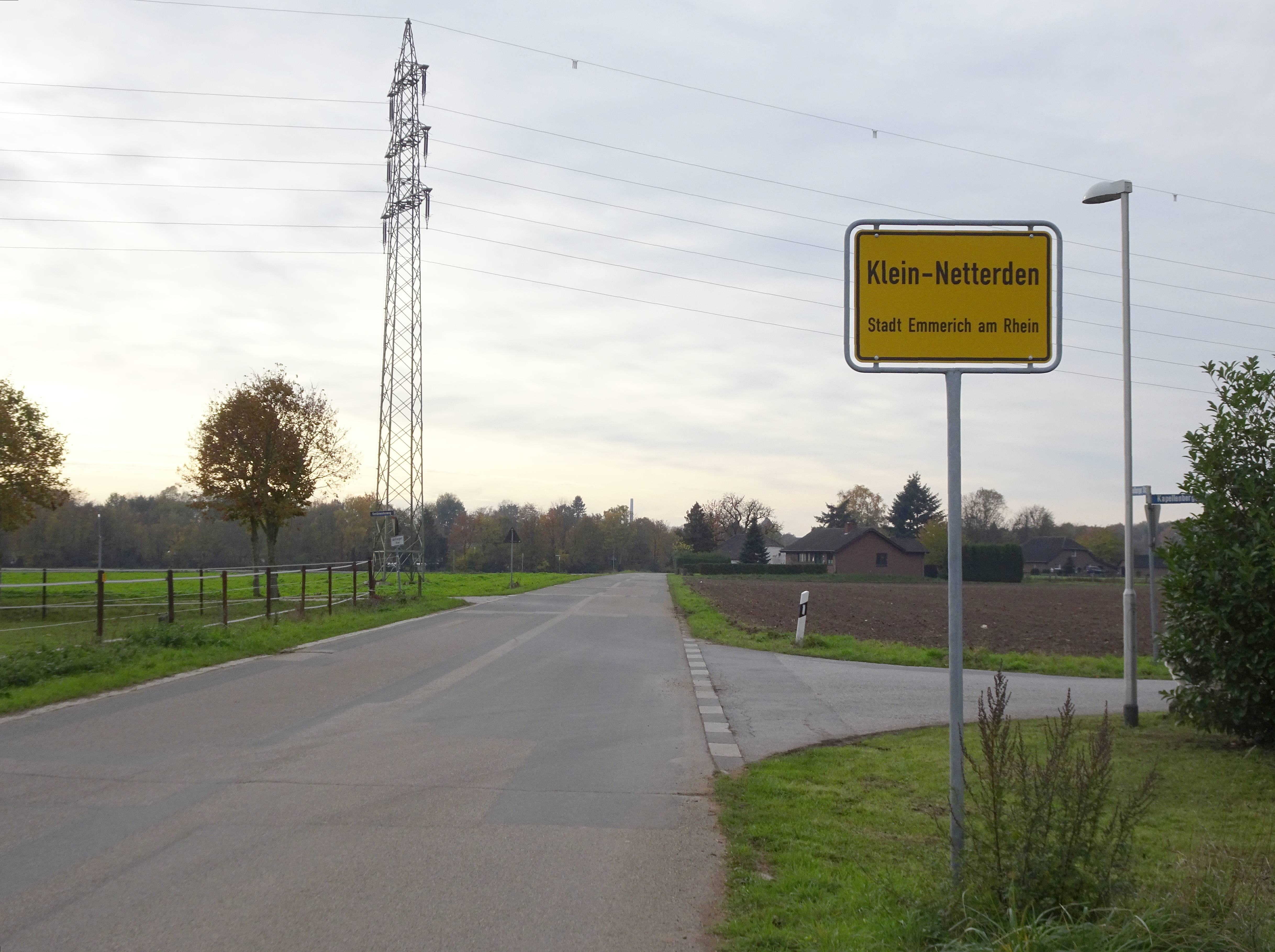
Plaatsnaambord 'Klein-Netterden' aan de Speelberger Straße
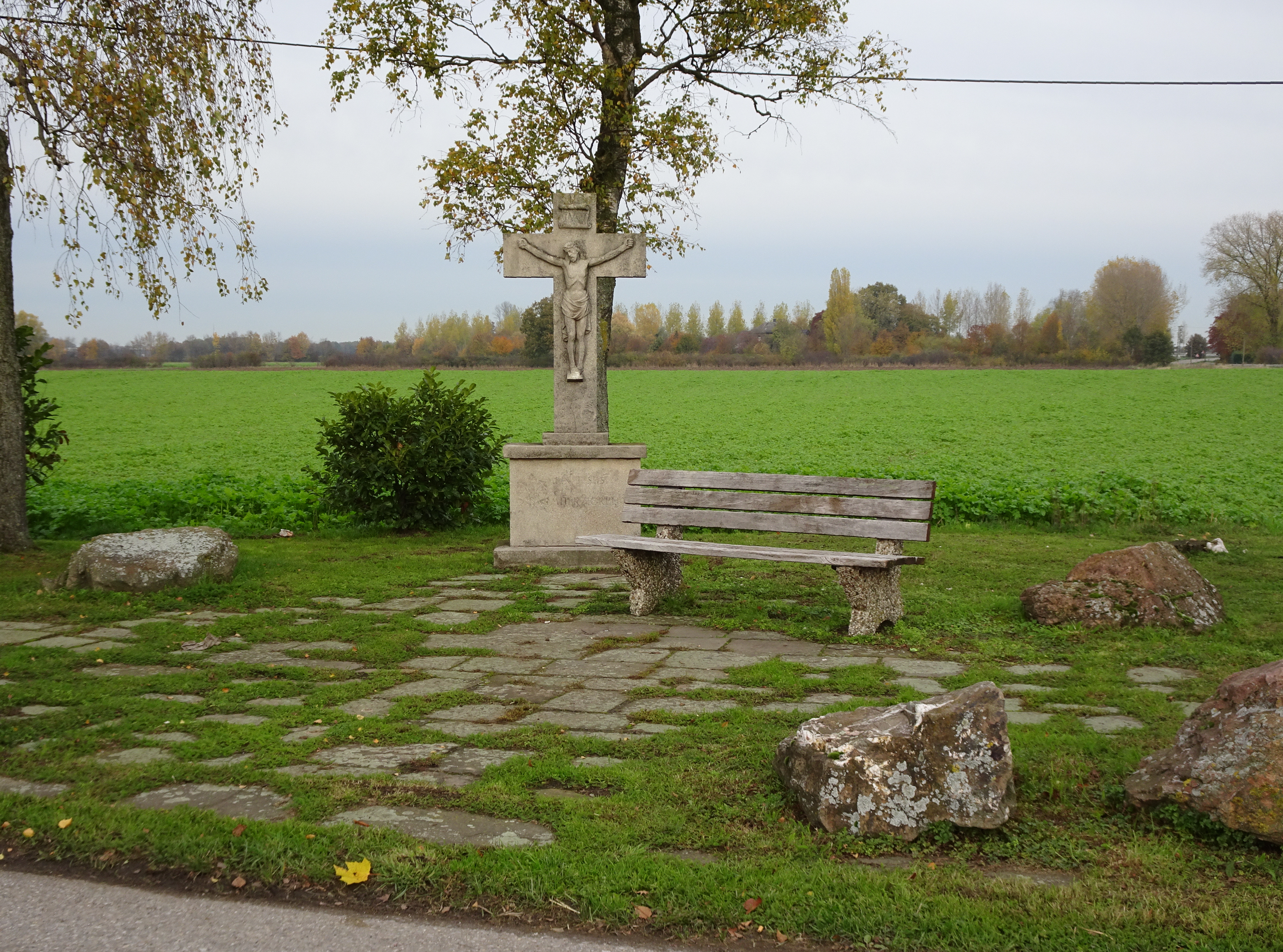
Wegkuis met rustbank aan de Kapellenberger Weg
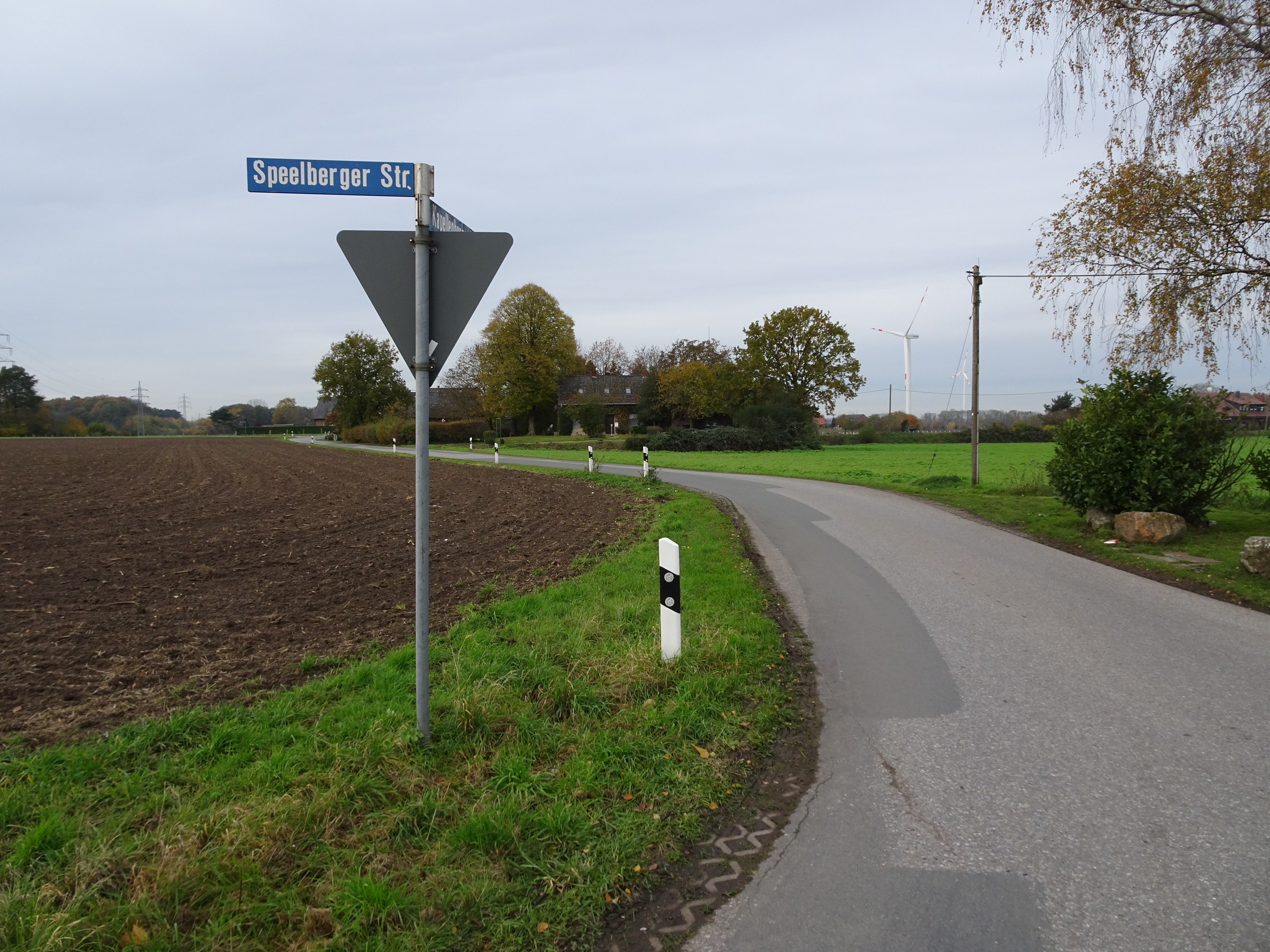
Speelberger Straße, hoek Kapellenberger Weg

Stadsdelen en kerkdorpen: Altstadt · Borghees · Dornick · Elten · Hüthum · Klein-Netterden · Leegmeer · Praest · Speelberg · Vrasselt

Buurtschappen: Elsepaß · Hoch-Elten